# Dickthomssenita
La dickthomssenita és un mineral de la classe dels òxids. Rep el nom en honor del geòleg estatunidenc Richard "Dick" W. Thomssen (23 d'abril de 1933).

## Característiques
La dickthomssenita és un òxid de fórmula química MgV₂O₆(H₂O)₅·2H₂O. Va ser aprovada com a espècie vàlida per l'Associació Mineralògica Internacional l'any 2000. Cristal·litza en el sistema monoclínic. La seva duresa a l'escala de Mohs és 2,5.
Segons la classificació de Nickel-Strunz, la dickthomssenita pertany a «04.HD - Inovanadats» juntament amb els següents minerals: ansermetita, rossita, metarossita, munirita i metamunirita.

## Formació i jaciments
Va ser descoberta a la mina Firefly–Pigmay, situada a La Sal Quadrangle, al comtat de San Juan (Utah, Estats Units). Tambá ha estat descrita en diverses mines tant de l'estat de Utah com de Colorado.